# 波雷奇
波雷奇（塞爾維亞-克羅埃西亞語發音：[ˈpɔrɛtʃ]；威尼斯语：Parenso；拉丁语：Parens；古希腊语：Πάρενθος）是克罗地亚西北部伊斯特拉半岛伊斯特拉县的一座城市。当地最著名的景点是尤弗拉西苏斯圣殿，1997年被列入世界遗产。
波雷奇有近2000年的历史，坐落在一个港口周围，由一座圣尼古拉小岛保护，不受海水影响。人口约12000人，主要居住在郊区，而更广阔的波雷奇地区人口约16600人。市镇区占地142平方公里，37公里长的海岸线从诺维格勒附近的米尔纳河延伸到南部的富恩塔納和弗尔萨尔。自20世纪70年代以来，波雷奇海岸和邻近的罗维尼一直是克罗地亚游客最多的旅游目的地。